# Sony Classical
La Sony Classical è un'etichetta discografica statunitense di musica classica, facente capo alla Sony Masterworks del gruppo Sony Music.

## Storia
Le origini della Sony Classical risalgono al 1927, anno in cui è stata fondata la Columbia Masterworks, una etichetta discografica americana sussidiaria della Columbia Records che, nel corso degli anni, ha realizzato dischi di importanti artisti quali Isaac Stern, Pablo Casals, Vladimir Horowitz, Eugene Ormandy, Vangelis, Elliot Goldenthal e Leonard Bernstein.
Nel 1980 l'etichetta Columbia Masterworks è stata rinominata CBS Masterworks.
Successivamente, nel 1990, dopo l'acquisizione della CBS Records da parte di Sony Music, è stata infine chiamata Sony Classical (il logo utilizzato con le "note magiche" riecheggia il logo utilizzato dalla Columbia fino al 1955).
Il nome Masterworks continua ad essere utilizzato per la divisione classica della Sony Music Entertainment: la Sony Masterworks.
All'interno della Sony Classical è stata prodotta una serie, la Vivarte, dedicata esclusivamente alla musica eseguita su strumenti d'epoca. Tra gli artisti presenti in questa collana troviamo il clavicembalista Bob van Asperen, il violoncellista Anner Bylsma, il liutista Lutz Kirchhof, lo Huelgas Ensemble diretto da Paul Van Nevel, l'ensemble Tafelmusik, il complesso Musica Fiata diretto da Ronald Wilson e il complesso da camera L'Archibudelli.
La Sony Classical ha inoltre ripubblicato una serie di dischi della etichetta Seon fondata e prodotta da Wolf Erichson negli anni 1970-1980. Tra gli artisti presenti in catalogo troviamo la Capella Antiqua di Monaco diretta da Konrad Ruhland, Frans Brüggen, Gustav Leonhardt, Sigiswald Kuijken e Wieland Kuijken. Tra i dischi ricordiamo la preziosa incisione del 1977 dei Concerti Brandeburghesi di Bach con il Leonhardt Ensemble, una delle prime incisioni su strumenti originali di quest'opera.